# Adán Cárdenas
Adán Cárdenas del Castillo (Rivas, 22 de febrero de 1836 - Rivas, 12 de julio de 1916) fue un médico y político conservador nicaragüense que gobernó como presidente de Nicaragua entre el 1 de marzo de 1883 y el 1 de marzo de 1887 como el sexto presidente del llamado período de Los Treinta Años Conservadores.
Tuvo a Rubén Darío como su secretario privado. Darío después escribiría que, al despedirlo antes de su viaje a Chile, Cárdenas le dijo: No se olvide de su patria.
En 1911, siendo diputado por el distrito de Candelaria, departamento de Managua, participó en la redacción de La Constitución non nata, promulgada en el salón de sesiones de la Asamblea Nacional Constituyente el 4 de abril del mismo año.

## Reseña biográfica
Nació el 22 de febrero de 1836 en la villa de Rivas, en la ribera del Lago Cocibolca.
En 1852, se trasladó con sus padres a Europa, estudiando en la Escuela Nacional de Génova y doctorándose en medicina por la Universidad de Pisa. Fue el primer médico nicaragüense graduado en Europa.
Se casó con Gertrudis Martínez Solórzano, hija del general Tomás Martínez Guerrero, presidente de Nicaragua durante tres períodos consecutivos.
Falleció en su ciudad natal, el 12 de julio de 1916, a consecuencia de diabetes.

## Trayectoria política

### Diputado
Volvió a Nicaragua en 1862 y representó a los distritos de Potosí y Rivas en la Cámara de Diputados. Como diputado, contribuyó en el planteamiento de las reformas educativas de 1869, siendo la libertad de enseñanza y el establecimiento de jurados en los juicios, dos de sus principales peticiones al gobierno.

### Ministro
En 1875, durante la presidencia de Pedro Joaquín Chamorro y Alfaro, fue ministro de Guerra, Fomento e Instrucción. Al año siguiente, fue nombrado ministro plenipotenciario en Washington.

### Presidente de la Asamblea Nacional
Ocupó la presidencia de la Asamblea Nacional en 1877, promoviendo la aprobación de las reformas judiciales como la ley de Registro Civil; así como la redacción, aprobación y promulgación del código penal y el código de instrucción militar, además del establecimiento de los juzgados militares de paz y los juzgados de primera instancia.
Durante el mandato del presidente Joaquín Zavala, fue nombrado ministro de Relaciones Exteriores, Fomento e Instrucción, cargos que desempeñó hasta 1883, año en el cual, con respaldo de liberales anticlericales, fue nombrado Presidente de la República.

## Legado
Cuando recibió la Presidencia en 1883, entre las primeras medidas para lograr un estado de tranquilidad, decretó una amnistía a todos los participantes en la rebelión de 1881. Sin embargo, no evitó que en Honduras se desarrollara un movimiento armado en su contra, liderado por los liberales José Dolores Gámez, Enrique Guzmán Selva y José Santos Zelaya. Este movimiento se disolvió antes de ingresar a Nicaragua.
Durante su administración, procuró que el país tuviese más progreso y desarrollo. Para ello, fomentó el establecimiento de la educación pública en todas las clases sociales, reorganizó el ejército, reformó el servicio de contabilidad del país y consolidó su crédito, medidas económicas que llevaron al establecimiento del primer banco del país, el Banco de Nicaragua. Esta entidad, que ostentaba la capacidad de emitir billetes, estaba bajo capital inglés, y su representación legal descansaba en el propio presidente Cárdenas.
Organizó el Registro Público de la Propiedad.
Se finalizó el Ferrocarril del Pacífico de Nicaragua y, el 6 de octubre de 1885, circularon las primeras locomotoras en el tramo ferroviario que unía Granada con Managua, la capital.
Además, en 1886, se fundó la Escuela de Artes y Oficios de Managua y se creó el actual Departamento de Masaya.
De él se dijo que "al salir de la presidencia, estaba tan pobre como cuando había entrado."

### Anécdota
La siguiente anécdota revela el gran carácter y elevado espíritu humanitario de Cárdenas.
Un ciudadano de Managua, del barrio de San Antonio, era furibundo enemigo de su gobierno y vivía atacando por la prensa al presidente Cárdenas.
Una vez, la esposa de aquel sujeto se enfermó gravemente de una fuerte hemorragia. Alguien le dijo que Cárdenas era el único médico que podía curar a su esposa. El otro objetó que eso no podía ser, puesto que él era enemigo del doctor y que éste lo que haría sería matarla más pronto; pero tanto le instaron y, en vista de que la mujer estaba grave, el hombre corrió a Palacio a buscar al presidente. Ya eran horas avanzadas de la noche, y un ayudante le dijo que el señor presidente estaba ya recogido en su aposentos. El hombre tanto suplicó e insistió en que el ayudante le avisó a Cárdenas, y éste, sabiendo que era al médico a quien buscaba y no al funcionario, acudió presuroso con su maletín a ver a la enferma, sin permitir el presidente que le acompañara ningún ayudante.
El médico vio a la enferma y la salvó de una muerte segura, pues el caso era grave. Cárdenas no cobró ni un centavo a quien se declaraba su enemigo político; pero éste, en lo sucesivo fue más agradecido y el más ardiente defensor del presidente Cárdenas.
| Predecesor: Joaquín Zavala Solís | Presidente de Nicaragua 1 de marzo de 1883-1 de marzo de 1887 | Sucesor: Evaristo Carazo |